# アレクサンドラ・イエヴレワ
アレクサンドラ・アンドレエヴナ・イエヴレワ（ロシア語: Александра Андреевна Иевлева、ロシア語ラテン翻字: Alexandra Andreyevna Ievleva、1987年12月9日 - ）は、ロシア、カンスク出身のフィギュアスケート選手（女子シングル）。

## 経歴
2006-2007シーズン、ロシア選手権で2位となり、同大会で初めて表彰台に立った。その結果により2007年欧州選手権に出場し11位となる。
2007-2008シーズン、スケートアメリカに出場し7位、ロシア選手権では11位となる。2008-2009シーズンのロシア選手権では11位となる。
2010-2011シーズン終了後に競技から引退した。

## 主な戦績
| 大会/年                 | 2005-06 | 2006-07 | 2007-08 | 2008-09 |
| ----------------------- | ------- | ------- | ------- | ------- |
| 欧州選手権              |         | 11      |         |         |
| ロシア選手権            | 7       | 2       | 8       | 11      |
| ネーベルホルン杯        |         |         |         | 15      |
| 冬季ユニバーシアード    |         |         |         | 10      |
| GPスケートアメリカ      |         |         | 7       |         |
| JGPミエルクレア＝チュク |         | 17      |         |         |
| JGPクロアチア杯         | 6       |         |         |         |
| ゴールデンベア          | 1 J     |         |         |         |